# Chapada Diamantina Airport
Chapada Diamantina Airport är en flygplats i Brasilien.   Den ligger i kommunen Lençóis och delstaten Bahia, i den östra delen av landet, 800 km nordost om huvudstaden Brasília. Chapada Diamantina Airport ligger 494 meter över havet.
Terrängen runt Chapada Diamantina Airport är platt österut, men västerut är den kuperad. Terrängen runt Chapada Diamantina Airport sluttar söderut. Runt Chapada Diamantina Airport är det mycket glesbefolkat, med 6 invånare per kvadratkilometer..
I omgivningarna runt Chapada Diamantina Airport växer huvudsakligen savannskog.